# Nehomar Cermeño
Nehomar Cermeño (* 17. November 1979 in Barcelona, Venezuela) ist ein venezolanischer Boxer und aktueller regulärer WBA-Weltmeister im Superbantamgewicht (aktueller WBA-Superchampion im Superbantamgewicht ist der Kubaner Guillermo Rigondeaux).

## Profikarriere
Seine ersten 19 Fights konnte Cermeño alle siegreich gestalten. Im Jahre 2010 boxte Cermeño im Bantamgewicht zweimal gegen Anselmo Moreno; beide Male ging es um die Weltmeisterschaft des Verbandes WBA, beide Male verlor Cermeño durch Mehrheitsentscheidung, und bezwang in einem auf 6 Runden angesetzten Gefecht den bis dahin ungeschlagenen Hugo Berrio.
Im Juni des Jahres 2016 trat Cermeño im Superbantamgewicht gegen Jun Qiu Xiao um die Weltmeisterschaft des Verbandes WBA an und siegte in Runde 12 durch technischen Knockout.